# Олшина (Војводство доњошлеско)
Олшина (пољ. Olszyna) град је у Пољској у Војводству доњошлеском. По подацима из 2012. године број становника у месту је био 4476.

## Становништво
| 2012. |
| ----- |
| 4.476 |

## Партнерски градови
- Ашеберг